# Archidiocèse de Maseru

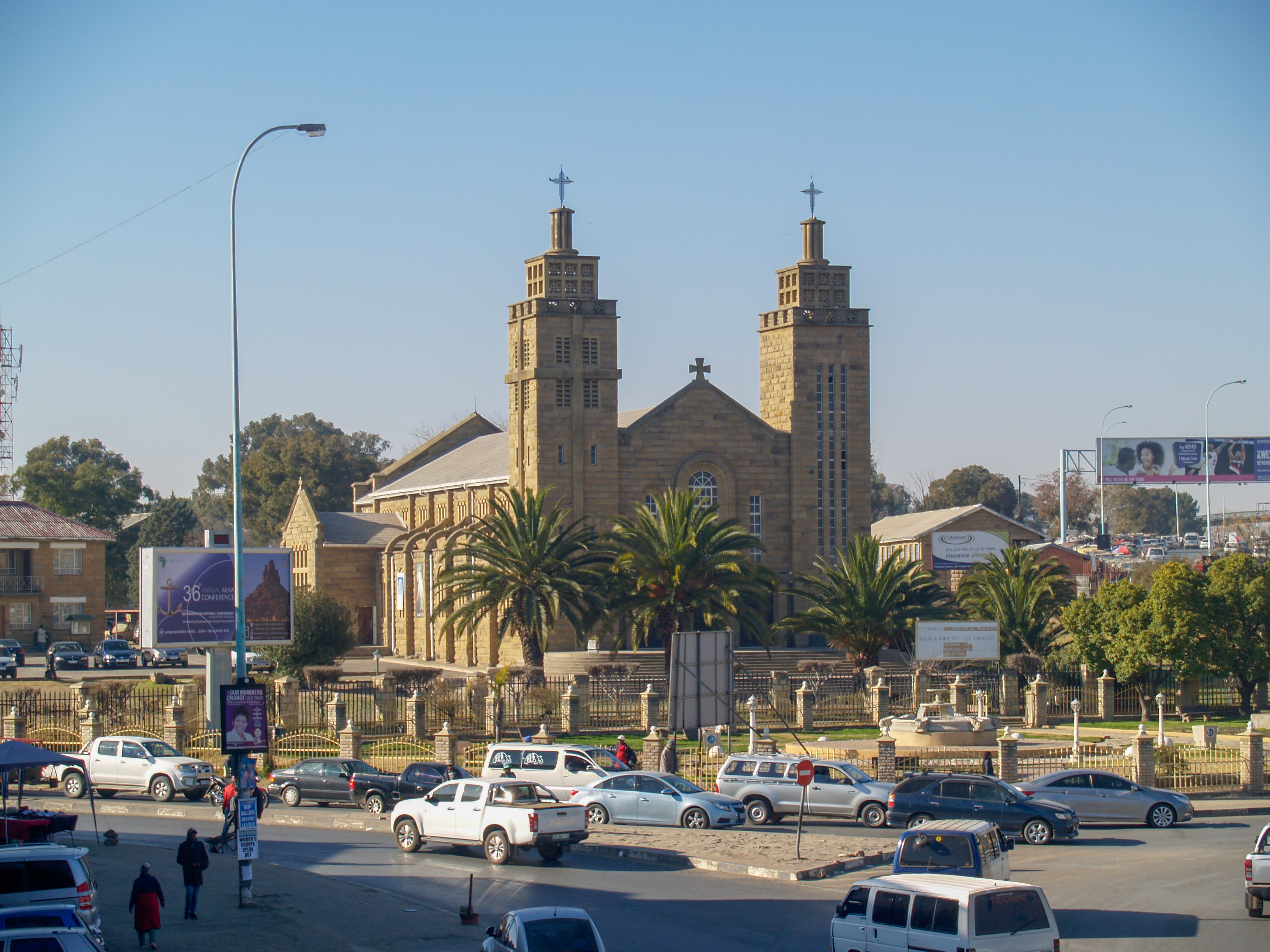
Archidiocèse catholique romain de Maseru

L'archidiocèse métropolitain de Maseru est l'unique archidiocèse du Lesotho. Son siège est à Maseru, la capitale du pays.
Les diocèses suffragants sont Leribe, Mohale's Hoek et Qacha's Nek. Il a été érigé en archidiocèse le 3 janvier 1961, à partir du diocèse de Maseru. 
L'archevêque actuel est Bernard Mohlalisi.